# Chooz
Chooz é uma comuna francesa na região administrativa de Grande Leste, no departamento Ardenas. Estende-se por uma área de 13,16 km². Em 2010 a comuna tinha 760 habitantes (densidade: 57,8 hab./km²).